# Columbia (Maryland)
Columbia – miejscowość spisowa (obszar niemunicypalny) w Stanach Zjednoczonych, w stanie Maryland, siedziba hrabstwa Howard. W 2010 liczyła 99 615 mieszkańców.

## Miasta partnerskie
- Cergy-Pontoise
- Tema
- Tres Cantos

## Znane osoby
- Edward Norton – aktor
- Jayson Blair – reporter
- Michael Chabon – pisarz
- Jack Douglass – komik
- Randy Pausch – profesor informatyki
- David Sitek – muzyk
- Terry Virts – astronauta